# Kraljevstvo Wessex
Kraljevstvo Wessex, odnosno Kraljevstvo Zapadnih Sasa, (staroengleski: Westseaxna rīce) je bila povijesna kraljevina na području današnje Engleske. 
Bilo je jednim od anglosaskih kraljevstava, točnije kraljevstava Zapadnih Sasa na području današnje Jugozapadne Engleske. Najjače mu je uporište bilo oko grada Dorchestera na Temzi te u Hampshireu. Poslije se proširli prema zapadu. Horsetom su zavladali koncem 6. ili u 7. stoljeću. Cornwall je pod njihovom vlašću 838. godine.
Postojalo je od 6. stoljeća sve dok se nije pojavila ujedinjena engleska država u 10. stoljeću pod dinastijom Wessex. Nakon što ga je zauzeo Knut Veliki 1016., bilo je grofovijom od 1020. do 1066. godine. Nakon što su Normani osvojili Englesku, rasuo se sustav starih engleskih grofovija, pa su tako Wessex između sebe podijelili sljedbenici Vilima Osvajača.